# Портвлит, Ян
Ян Портвлит (нидерл. Jan Poortvliet; род. 21 сентября 1955, Арнемёйден, Зеландия) — нидерландский футболист, игравший на позиции левого защитника, и тренер. Известный по выступлениям за клуб ПСВ и национальную сборную Нидерландов. В настоящее время главный тренер юношеской команды «Эйндховен».

## Клубная карьера
Профессиональную карьеру начал в 1974 году в ПСВ. За 9 лет в команде из Эйндховена Портвилт выиграл ряд национальных трофеев и Кубок УЕФА. Сезон 1983/84 провёл в клубе «Рода». С 1984 по 1987 года играл за французский «Ним». Также выступал за «Антверпен», «Канн» и «Эндрахт Алст».

## Выступления за сборную
Дебют за национальную сборную Нидерландов состоялся 20 мая 1978 года в товарищеском матче против сборной Австрии. Был включён в составы на чемпионат мира 1978 в Аргентине (помог сборной дойти до финала, где также сыграл) и чемпионат Европы 1980 в Италии. Всего Портвлит сыграл в 19 матчах и забил 1 гол.

### Гол за сборную
| Дата             | Место                | Соперник | Счет | Результат | Соревнование      |
| ---------------- | -------------------- | -------- | ---- | --------- | ----------------- |
| 26 сентября 1979 | Фейеноорд, Роттердам | Бельгия  | 1:0  | 1:0       | Товарищеский матч |

## Достижения
- Чемпион Нидерландов : 1974/75, 1975/76, 1977/78
- Обладатель Кубка Нидерландов : 1973/74, 1975/76
- Обладатель Кубка УЕФА : 1977/78